# Marinella (Sängerin)

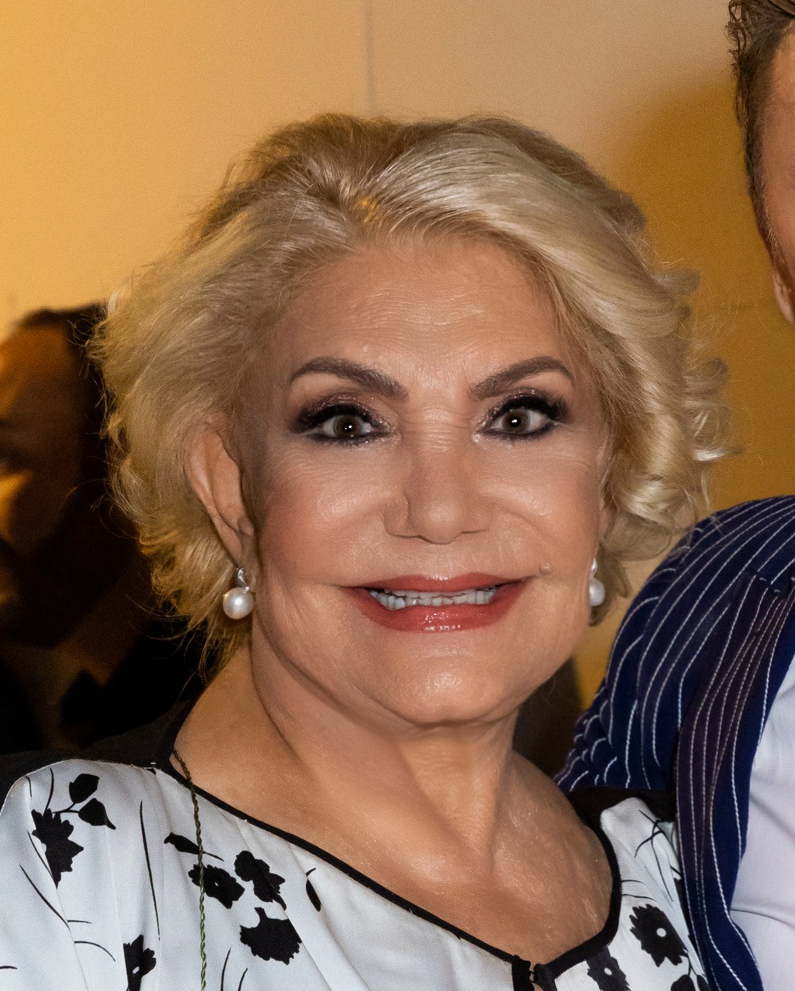
Marinella (2022)

Marinella (griechisch Μαρινέλλα, * 19. Mai 1938 in Thessaloniki; eigentlich Kyriaki Papadopoulou (griechisch Κυριακή Παπαδοπούλου)) ist eine griechische Sängerin.

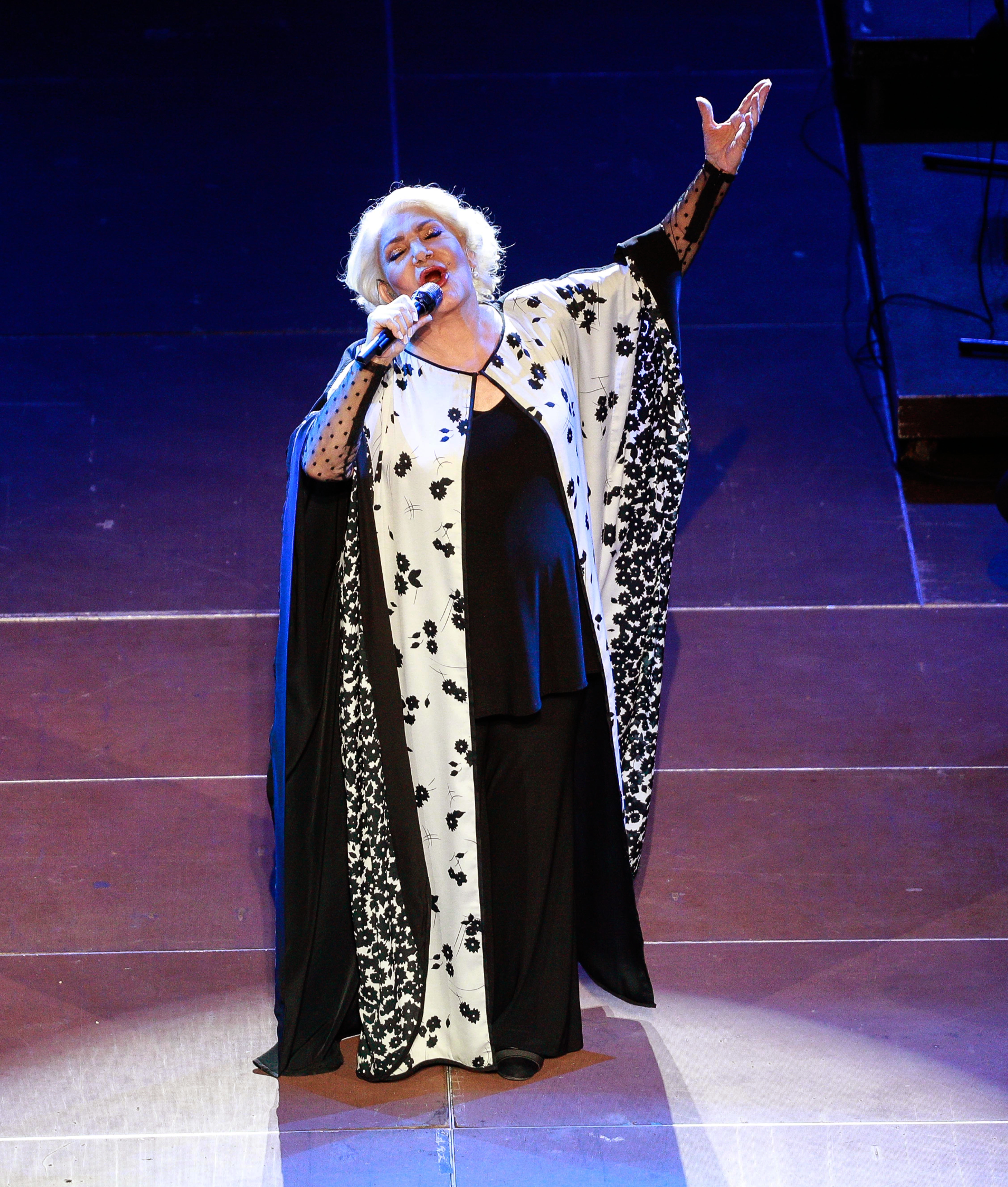
Marinella (2022)

## Leben und Wirken
Ihr Debüt Nitsa Elenitsa erschien 1957. Im selben Jahr lernte sie den Rembetiko-Sänger Stelios Kazantzidis kennen, mit dem sie zusammenarbeitete und den sie später heiratete.
1974 vertrat Marinella Griechenland beim Eurovision Song Contest in Brighton. Bei der ersten Teilnahme ihres Heimatlandes an diesem Wettbewerb erreichte sie mit dem Titel Ligo krasi, ligo thalassa kai to agori mou (Ein wenig Wein, ein wenig Meer und mein Junge/Freund) den elften Platz.
Danach trat Marinella in verschiedenen Musical-Produktionen als Sängerin und Schauspielerin auf.

## Diskografie

### Singles (Auswahl)
- 1969: Stalia Stalia
- 1969: Anixe Petra
- 1973: Siko Horepse Koukli Mou (mit Stelios Kazantzidis)
- 1974: Krasi, Thalassa Kai T' Agori Mou
- 1975: Giati Fovasai
- 1978: Na Paizei To Tranzistor
- 1981: Ego Tha Paro Kapetanio (mit Christoforos)
- 1993: Ti Ekana Gia Parti Mou
- 2005: San Anemos (mit Antonis Remos)